# Italienische Fußballmeisterschaft 1910/11
Die Italienische Fußballmeisterschaft 1910/11 war die 14. italienische Fußballmeisterschaft, die von der Federazione Italiana Giuoco Calcio (FIGC) ausgetragen wurde.

## Organisation
Der italienische Fußballmeister 1910/11 wurde zunächst in einer Gruppenphase ermittelt, an der 13 Mannschaften, aufgeteilt in zwei Gruppen, teilnahmen. Vier Mannschaften aus Venetien und Emilia Romagna spielten in der einen Gruppe, neun Mannschaften aus dem Piemont, der Lombardei und Ligurien in der anderen. Dabei spielte jede Mannschaft zweimal gegen jede andere Mannschaft. Die Tabellenersten jeder Gruppe trugen dann in Hin- und ein Rückspiel das Finale um die Meisterschaft aus.

## 1. Runde

### Piemont-Lombardei-Ligurien
Der Piemonte FC nahm zum ersten Mal an der Italienischen Meisterschaft teil.
| Pl. | Verein            | Sp. | S  | U | N  | Tore    | Diff. | Punkte |
| --- | ----------------- | --- | -- | - | -- | ------- | ----- | ------ |
| 1.  | SG Pro Vercelli   | 16  | 12 | 3 | 1  | 044:800 | +36   | 27     |
| 2.  | AC Mailand        | 16  | 10 | 2 | 4  | 044:190 | +25   | 22     |
| 3.  | FC Turin          | 16  | 9  | 0 | 7  | 033:270 | +6    | 18     |
| 4.  | SG Andrea Doria   | 16  | 8  | 0 | 8  | 028:300 | −2    | 16     |
| 5.  | CFC Genua         | 16  | 7  | 0 | 9  | 022:270 | −5    | 14     |
| 6.  | Inter Mailand (M) | 16  | 6  | 1 | 9  | 024:310 | −7    | 13     |
| 7.  | Piemonte FC       | 16  | 4  | 4 | 8  | 021:350 | −14   | 12     |
| 7.  | US Milanese       | 16  | 6  | 0 | 10 | 019:450 | −26   | 12     |
| 9.  | Juventus Turin    | 16  | 3  | 4 | 9  | 016:290 | −13   | 10     |

| (M) | Italienischer Meister 1909/10 |

| 1910/11         | Doria | Genua | Inter | Juve | Milan | Piem. | Pro Ver. | Torino | US Mil. |
| --------------- | ----- | ----- | ----- | ---- | ----- | ----- | -------- | ------ | ------- |
| SG Andrea Doria |       | 2:3   | 3:0   | 0:2  | 1:7   | 3:1   | 0:2      | 3:2    | 3:0     |
| CFC Genua       | 1:2   |       | 1:0   | 3:0  | 0:3   | 2:1   | 0:1      | 1:2    | 3:1     |
| Inter Mailand   | 1:2   | 0:3   |       | 1:1  | 0:2   | 4:2   | 0:3      | 0:1    | 5:1     |
| Juventus Turin  | 4:2   | 4:0   | 0:2   |      | 0:2   | 1:1   | 0:4      | 1:3    | 0:1     |
| AC Mailand      | 0:1   | 2:0   | 6:3   | 3:0  |       | 7:1   | 0:0      | 5:2    | 0:2     |
| Piemonte FC     | 2:1   | 1:0   | 2:3   | 1:1  | 0:0   |       | 2:2      | 2:4    | 1:0     |
| SG Pro Vercelli | 3:1   | 6:0   | 4:0   | 0:0  | 1:0   | 3:0   |          | 3:1    | 7:2     |
| FC Turin        | 2:1   | 1:5   | 0:1   | 2:1  | 5:1   | 1:2   | 2:0      |        | 5:0     |
| US Milanese     | 0:3   | 1:0   | 0:4   | 4:1  | 3:6   | 3:2   | 2:7      | 1:0    |         |

### Venetien-Emilia Romagna
Der FC Bologna, Hellas Verona und Vicenza Calcio nahmen zum ersten Mal an der Italienischen Meisterschaft teil.
| Pl. | Verein         | Sp. | S | U | N | Tore    | Diff. | Punkte |
| --- | -------------- | --- | - | - | - | ------- | ----- | ------ |
| 1.  | Vicenza Calcio | 6   | 6 | 0 | 0 | 021:300 | +18   | 12     |
| 2.  | Hellas Verona  | 6   | 4 | 0 | 2 | 013:120 | +1    | 08     |
| 3.  | FC Bologna     | 6   | 2 | 0 | 4 | 011:200 | −9    | 04     |
| 4.  | SSC Venedig    | 6   | 0 | 0 | 6 | 002:120 | −10   | 0      |

| 1910/11        | Bolog. | Hellas | Vened. | Vizen. |
| -------------- | ------ | ------ | ------ | ------ |
| FC Bologna     |        | 2:4    | 3:0    | 0:4    |
| Hellas Verona  | 4:1    |        | 2:0    | 0:2    |
| SSC Venedig    | 2:4    | 0:1    |        | 0:1    |
| Vicenza Calcio | 6:1    | 7:2    | 1:0    |        |

## Finale
|                 | Gesamt |                | Hinspiel | Rückspiel |
| --------------- | ------ | -------------- | -------- | --------- |
| SG Pro Vercelli | 5:1    | Vicenza Calcio | 3:0      | 2:1       |

## Meister
Damit gewann die SG Pro Vercelli zum dritten Mal die italienische Fußballmeisterschaft.
| Meister         |
| SG Pro Vercelli |

### Meistermannschaft
- Giovanni Innocenti
- Angelo Binaschi
- Bossola I
- Modesto Valle
- Guido Ara
- Giuseppe Milano I
- Pietro Leone I
- Felice Milano II
- Pietro Ferraro I
- Carlo Rampini I
- Carlo Corna I